# Tschorniwka

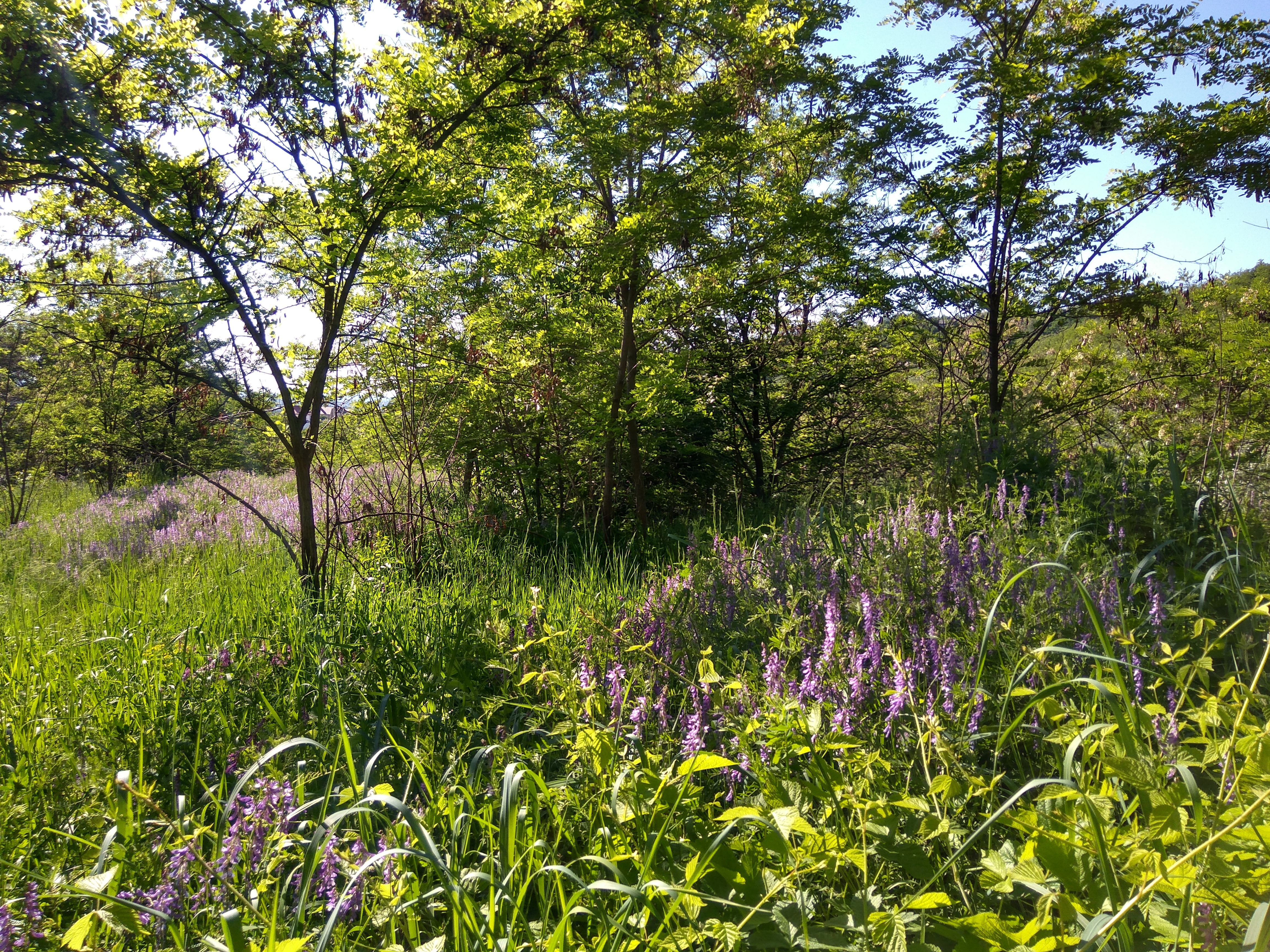
Wiese bei Tschorniwka

Tschorniwka (ukrainisch Чорнівка, rumänisch Cernăuca, deutsch Czernawka) ist ein Dorf in der westukrainischen Oblast Tscherniwzi mit etwa 2300 Einwohnern. Es liegt in der historischen Region Bukowina am Oberlauf der Moschkiw, etwa 22 km von der Oblasthauptstadt Czernowitz entfernt.

## Geschichte
Tschorniwka wurde 1412 erstmals in einer Urkunde von Alexandru cel Bun erwähnt. Später befand sich im Dorf der Stammsitz derer von Hurmuzaki, einer bekannten phanariotischen Familie rumänischer Aristokraten, Anwälte und Historiker aus dem 19. Jahrhundert. Zuvor war das Gut während des 17. Jahrhunderts im Besitz der Familie von Ion Neculce, einem moldawischen Chronisten. 
Das Herrenhaus wurde im Oktober 1999 in ein Museum umgewandelt.
Die älteste Kirche aus dem Jahr 1852 wurde von der Familie Hurmuzaki erbaut.
Bis zum 18. Juli 2020 gehörte Tschorniwka zum Rajon Nowoselyzja. Der Bezirk wurde im Juli 2020 im Rahmen der Verwaltungsreform der Ukraine in den Rajon Czernowitz überführt.

## Persönlichkeiten
- Eudoxius von Hormuzaki (1812–1874), österreichisch-rumänischer Politiker und Historiker